# Guillaume Julien
Pour les articles homonymes, voir Julien.
Modèle:Logicon
Guillaume Julien, mort vers 1316, est un orfèvre parisien, notamment célèbre pour avoir travaillé pour le roi Philippe le Bel.

## Biographie
Guillaume Julien possède deux boutiques près du Grand-Pont. 
En 1299, sur la commande de Philippe « le Bel », il réalise le magnifique chef-reliquaire de Saint Louis, destiné à la Sainte-Chapelle.